# Francis Duffy
Francis Duffy (ur. 21 kwietnia 1958 w Bawnboy) – irlandzki duchowny katolicki, arcybiskup metropolita Tuam od 2022.

## Życiorys
Święcenia kapłańskie otrzymał 20 czerwca 1982 i inkardynowany został do diecezji Kilmore. Pracował w Kolegium św. Patryka w Cavan oraz w szkole diecezjalnej w Ballinamore. W latach 2008–2012 pełnił funkcję kanclerza kurii diecezjalnej.
17 lipca 2013 papież Franciszek mianował go ordynariuszem diecezji Ardagh i Clonmacnoise. Sakry udzielił mu 6 października 2013 ówczesny prymas Irlandii – kardynał Seán Brady.
10 listopada 2021 został mianowany arcybiskupem metropolitą Tuam.